# Helix (Oregón)
Helix es una ciudad ubicada en el condado de Umatilla en el estado estadounidense de Oregón. En el año 2007 tenía una población de 183 habitantes y una densidad poblacional de 642.3 personas por km².

## Geografía
Helix se encuentra ubicada en las coordenadas 45°51′03″N 119°39′30″O / 45.85083, -119.65833.

## Demografía
Según la Oficina del Censo en 2000 los ingresos medios por hogar en la localidad eran de $32,292, y los ingresos medios por familia eran $36,250. Los hombres tenían unos ingresos medios de $33,750 frente a los $27,500 para las mujeres. La renta per cápita para la localidad era de $13,338. Alrededor del 13.6% de la población estaban por debajo del umbral de pobreza.